# ドテラマン
『ドテラマン』は、1986年10月14日から1987年2月24日まで日本テレビ系列にて放送されたテレビアニメ。全20話。

## 概要
『アニメンタリー 決断』製作以後、日本テレビとほとんど関係がなかったタツノコプロが、久々に同局と関わったアニメである。貞光紳也のテレビシリーズ初監督作品。
日本初の文字多重放送による字幕つきアニメであり、また、後述するように、音声多重放送を活用して、本編では日本語を話せないオニゾウに副音声では主にシーン毎に「ボヤキ」を入れさせる「ひみつトーク」を流していた。
タツノコプロのギャグ作品の脚本を数多く担当してきた小山高生がチーフライターを務め、かつて小山が関わったタツノコプロの『タイムボカンシリーズ』を思わせるキャラクター・世界観を展開させた。また、当時の人気アイドルだった斉藤由貴をモデルにしたキャラクターの「サイコウユ鬼」が登場する。後にアニメ雑誌『アニメージュ』にて、デザインを担当したアニメーターの後藤隆幸による、同キャラを主役とした4コマ漫画「こまったユ鬼ちゃん」が20回連載された。
当時ギャグ漫画家であったシュガー佐藤によりコミカライズ漫画化され、『コミックボンボン』1986年10月号から1987年3月号にかけて連載された。しかし、内容はアニメ版とは違い下ネタエログロギャグ漫画になっている。
全26話の予定だったが全20話で終了した。なお平均視聴率は9.8%である。小山高生は打ち切りの原因についておぼろげな記憶としながらも、「メインスポンサーとなった音多おに蔵を発売した玩具会社の経営が立ち行かなくなり、スポンサーを降りたことが一番大きな原因だったのでは」と述べている。
2008年12月15日放送の『ヤッターマン』（読売テレビ制作、日本テレビ系列）にてドテラマンのキャラクターが描かれたクッションとオニゾウの置物が映っており、再放送を除くと本放送終了から実に21年10か月振りにテレビ画面に登場した。
2022年7月29日と同年8月26日にはヒーローズ公式サイトで横田卓馬による続編のWeb漫画『ドテラマンリバイバル』が掲載された。これはタツノコプロ創立60周年とヒーローズ創刊10周年を記念したコラボレーション企画「タツノコ60thアンソロジー」の一環で掲載されたもので、高校生になったハジメたちが新たな敵に立ち向かう内容となっている。本作を含んだ単行本は2022年10月14日に発売。

### 音声多重放送と音多おに蔵
本作では、音声多重放送を行っており、本編ではジゾウ語という人間では理解できない言語を話すオニゾウの言葉を、副音声でその言葉の内容を日本語で放送しており、オニゾウの言葉だけでなく、様々な場面でオニゾウによる物語の解説やツッコミが流れるというものだった。音声多重放送アニメにはステレオ放送を行った『ルパン三世（第2シリーズ）』などの先例があるが、副音声を用いたアニメは本作が最初である。
当時はまだ副音声機能が搭載されているテレビが高価だったため、番組の副音声の企画を行っていた玩具会社・サンクテールがオニゾウを模した音声多重チューナー「音多おに蔵」を発売していた。この「音多おに蔵」はFMラジオ放送とVHF1 - 12chのアナログテレビ音声のみ受信できる仕様で、UHFで放送されていた地域では音声多重放送を実施していても使用する事ができなかった。サンクテールは番組のメインスポンサーでもあり、オニゾウの声を担当した渕崎ゆり子本人が顔出しで「音多おに蔵」を紹介するCMが放送されていた。しかし実際に売れたかどうかが定かではなく、小山高生自身も実物に触れたことがなく、関係者の間では冗談で「CMを流したけれども実物を売る前に会社がつぶれたのでは」と言い合ったという。その小山がようやく目にしたのが、それから十数年後の西武園ゆうえんちでのフリーマーケットで三井秀樹が見つけて手に入れたものだったという。
再放送の際は本放送時に使用したシネテープ（磁気テープ）ではなく、フィルムのモノラル光学トラック（光学音）が用いられるため、テレビ東京（『マンガのくに』枠）やテレビ埼玉などで放送された際には、副音声側の音声は放送されなかった。本放送時に使用された16ミリシネテープの所在も不明となっていたため、再放送の際には副音声が無い状態で放送されていた。しかしテレビ神奈川で再放送された際は、後述する復元活動もあり、副音声及び欠番状態だった第7話を含む形での放送となった。

### 映像の保存状況
2000年から2001年にかけてアニメ専門チャンネルAT-Xの再放送等では、第7話が欠番になっていた。これに関しては、何もアナウンスが無い状態で放送されていた。原因について様々な憶測が流れていたが、実際にはフィルム原版を保管していた倉庫が災害による事故に遭い、第7話のフィルムが修復不可能になっていた。その後、新たに放送用テープを原版から作成したため、第7話が欠番状態となった。
しかし、第7話はシリーズの中でも一番人気のエピソードであり（斉藤由貴を彷彿とさせるキャラクター「サイコウユ鬼」が登場する）、ファンから放送を要望する声が高かった。そのため、どうにか復元できないかと改めて捜索した結果、他の倉庫に本放送時に使用された16mmフィルムが残されていたことが判明、このフィルムを元に新たなフォーマットとして使用できる状態とし、2008年におこなわれたイベントで1回上映された。また、2010年にはDVD-BOX化、それに先行する形でAT-Xで放送された。
また、副音声に関しても音源テープの所在が不明となっているため、再放送では再現できていなかったが、DVD-BOX発売にあたり、この作品を商品化する際に不可欠であるとして捜索を行ったところ、放送時と同じ状態で録画されたビデオテープが保存されていたことがわかり、このテープから副音声部分を抽出し復元を行っている。なお、日本テレビ系列の本放送時は上記の本放送用16ミリフィルムと16ミリシネテープを同期させた状態でテレシネ装置でフィルムからビデオ信号に変換をした上で、1吋CタイプVTRに収録し（＝パック化作業）放送マザーとしていた。

### ドテラマン事件
漫画家の勝川克志が自分のキャラクターを盗用されたとして、日本テレビ、タツノコプロ、九里一平を訴え、『ドテラマン』の放送中止などの仮処分を求めた事件である。
勝川の訴えは、タツノコプロは1984年から1985年6月にかけて勝川の作品の映像化権を得た過去があり、また、『ドテラマン』の絵柄が九里の本来の絵柄と異なること、勝川ファンや漫画家や編集者などが絵柄を真似たと思っている事が根拠とされた。
しかし、『ドテラマン』のキャラクターと勝川作品のキャラクターとを比較した上でデザイン上の類似性は認められず、画風は著作権法による保護の対象外とし、東京地方裁判所は1987年5月15日に著作権侵害を認めず、勝川の訴えを退ける判断を下した。
この裁判については、原告の勝川が表紙やカットを描いている漫画情報誌『COMIC BOX』が1987年2月号から8月号にかけて断続的に全4回のレポート記事を掲載。勝川を全面的に支援していた。

## ストーリー
平和な八本木の街で突然、大仏が動き出した。それは、自分が有名になりたいという、インチ鬼大王の珍騒動が開始された合図だった。同じ頃、幼馴染み同士のハジメとマリコはハジメの部屋で、鬼次元から来た名探偵であるズカン・ソクネッツからインチ鬼大王にさらわれた鬼の探索を命じられ、スーパーヒーローに変身できるハイパードテラを授かる。大暴れする大仏を目の前にした2人は、ハイパードテラを自らの真上に放り投げ、ジャンプしながら身にまとって変身し、ドテラマンとドテラピンクが誕生した。こうして2人はズカン・ソクネッツの助手であるオニゾウと共に、インチ鬼大王とその娘である思春鬼ら鬼達とのハチャメチャな戦いに巻き込まれていった。
大田舎から大都会までなんでも詰め込んだ街である東京都荒宿区の八本木（丁目数は百を超す）を舞台に、八本木八丁目八番地に住む3人の小学生と子鬼と中年親父が、鬼次元の鬼達と家族らを巻き込んで、近所同士お互いにその正体に気づかないまま、時には戦ったり、時には共に遊んだりしてシュールレアリズムな日常を繰り広げる。

## 登場人物

### ドテラマンとその仲間
佐藤 ハジメ（さとう ハジメ） / ドテラマン
声 - つかせのりこ
本作の主人公。小学5年生の10歳の男の子（第4話で11歳になる）。丸い顔と鼻と目、そして、後頭部の寝癖みたいに上がった髪の毛がチャームポイント。オープニングテーマ通りまじめで大人しい性格であり、成績優秀で勉強大好き。優しい性格だが、都合が悪くなると宿題や勉強に逃げるしたたかな面も持ち合わせている。ゴキブリが苦手で幼馴染みのマリコには頭が上がらなく、マリコとまなみの口喧嘩によく振り回されている。一人称は「ぼく」。変身前も変身後もかなり同世代の女の子にもてる。裏設定では田舎で療養中の小学1年生の可愛い妹がいるらしい。
- ドテラマン
  - 身長 165センチ（ヘルメットとドテラ下駄を含む）
  - 体重 34キログラム
  - 最高飛行速度 マッハ2.7

ハジメがハイパードテラを羽織り、ドテラコーティングシステム装着、略して「ド着」によって、変身した正義のヒーロー。ハジメと異なり、軽くて明るく強気な性格。一人称は「オレ（様）」。可愛い女の子に目がない。人間界に紛れ込んだ鬼の角を見る事ができる仮面のツノミエールや、偵察ロボット・ブンタを内蔵したドテラヘルメット、水上歩行が可能なドテラ下駄などを装備。高速で飛行し、大型トラック級の車を軽々と持ち上げるなどの超能力を発揮する強靭な肉体を持つ。武器は如意棒のように伸縮自在な鉛筆型特殊棒、「ドテラペンシル」。普通の鉛筆サイズでふところから取り出した後、戦いの状況に応じて、電柱のように巨大化させて振り回す事もある。先端には弾丸のように発射可能な「ドテラ消しゴム」が付いている。
最大の技はドテラピンクと顔合わせに両手を組み、組んだ手を中心に回転して台風並みの風を巻き起こし相手を吹き飛ばす合体技「ドテラタイフーン」。
ドテラマンとドテラピンクが身に付けるハイパードテラは、外見は普通のドテラと変わりないが、超テクノロジーの塊である。丸めれば服のポケットに収納出来るほど小型化し、装着者を変身させる機能の他にも、飛行を司る反重力ユニットや、疲労を和らげる磁石ユニットやエアコン等が内蔵されている。また戦闘時には強力なバリヤーになる。ハジメとマリコは登下校時、就寝時など、場所や時間を問わず服のポケットにしまっている。
ドテラコーティングシステムとは、ハイパードテラの装着者を強力な超人にする変身システムである。頭上に放り投げるなどして広げたハイパードテラを羽織り、装着者の「ド着！」の掛け声によってシステムが発動。発動と同時に装着者は閃光に包まれ、十数秒後に閃光が弾け飛んで変身は完了する。ハイパードテラを脱いだ後、それを放り投げれば変身が解けて元の姿に戻る。このドテラコーティングシステムはハジメとマリコが発する特殊エネルギーを感知して発動するらしく、作中では2人の他にはハジメの祖母など2人の家族にしか発動出来なかった。また、強力過ぎるパワーのせいで、装着者の性格が180度変化する副作用がある。なお、変身を解いても少しながら性格の変化の影響は残っており、第7話でマリコが数秒間上品になったり、第18話でハジメがまなみからキスされた直後にドテラマンのようにアホ面になった事がある。
中村 マリコ（なかむら マリコ） / ドテラピンク
声 - 神代知衣
本作のヒロイン。ハジメの幼馴染みの同級生。10歳。自宅の部屋の屋根を渡って隣のハジメの家に遊びに行くほど元気な、お転婆を絵に画いた様な女の子である。一人称は「ボク」。体力には自信があり、体育が得意で豪速球を投げる事ができ、スキーもかなりの腕前。ハジメとは逆に勉強は嫌いだが頭は悪くなく、勘が鋭い一面がある。鳥が羽ばたく形の青い髪型をしており、髪の両側には、緑地に黒い水玉模様のリボンを結んでいる。口を大きく開けて出っぱった前歯を見せながら話したり、笑うところがチャームポイント。かなりのトラブルメーカーで、勉強中のハジメの傍ではしゃいだり、ハジメの目の前で恋敵のまなみと口喧嘩をしたりする。幼馴染みのハジメが好きでいつも同級生のまなみやクラスの女の子と恋の争奪戦を繰り広げている。
- ドテラピンク
  - 身長 148センチ（ヘルメットとドテラ草履を含む）
  - 体重 24キログラム
  - 最高飛行速度 マッハ2.6

マリコがド着によって変身した正義のヒロイン。一人称は「私（わたくし）」。マリコと異なり敬語を使う上品でおしとやかな性格だが、本来の強気さは隠し切れず、ドテラマンが可愛い女の子に夢中になった時などは容赦無いツッコミを入れている。ドテラマンと同様に仮面で素顔を隠し、高速で飛行できる他、滑雪可能なドテラ草履を身に付けている。武器は水やマジックハンドを出す伸縮自在の「ハイパーセンス」で、大きくして「ドテラハリセン」として使う事も出来る。
オニゾウ
声 - 渕崎ゆり子
ズカン・ソクネッツの助手で本名はオンタ・オニゾウ。ドテラマンの作品におけるマスコット存在。頭に一本の鬼の角と口にキバを持つお地蔵さんの外見をもつ子供の鬼で、外見からの年齢は8歳ぐらい。ドテラマン達が保護した鬼達を鬼次元に帰す役割を持ち、念仏と共に鬼次元に通じる扉を開ける能力を持つ。主音声では独特の言語のジゾウ語しか話せなく意味が聞き取れないが、副音声では渕崎によるジゾウ語の通訳とボヤキを聞く事が出来る。性格は大人しいが、陰（副音声）では鋭く毒のあるツッコミを入れてくる。
ズカン・ソクネッツ
声 - 池田一臣
鬼次元の私立探偵。仙人を思わせる姿をした老人で、オニゾウと共にハイパードテラを開発。行方不明になった鬼達を探して、土管と家をミックスした様なメカドテラを操りハジメの部屋にテレポートした後、立ち会わせたハジメとマリコにハイパードテラを授け、二人に鬼探索を命する。ハジメ達からの呼び名は「探偵長」。歳のせいか怠け者で自分はあまりドテラマン達の鬼探索を手伝おうとしないが最終回ではメカドテラでカセ鬼に特攻を仕掛けるなどある程度の責任感はある。裏設定では実はハジメの曾祖父で、ハジメのママである佐藤サトコの祖父にあたる。
ブンタ
声 - 西川幾雄
ドテラマンのヘルメットの頭のカプセルに住んでいるおまけのカブトムシで、ドテラを羽織っている。普段は小型化したハジメのハイパードテラ内蔵の小型の卵のカプセルに潜んでいるが、ドテラマン変身開始と同時にハジメから発する特殊エネルギーの作用で卵から孵り、変身進行と同時に特殊エネルギーの力で幼虫状、蛹状と急成長した後、変身完了と同時に誕生する。ドテラマンが元の姿に戻ると再び卵のカプセルに戻る。偵察に出る時はカプセル口の扉の鍵をかける。偵察用カブトムシだが性格はのんびり屋。アイキャッチにも登場する。

### インチ鬼大王一味
鈴木 繁（すずき しげる） / インチ鬼大王（いんちきだいおう）
声 - 八奈見乗児
45歳の小規模企業「鈴木製作所」の社長で、ありふれた名前と平凡な人生にコンプレックスを持ち有名になる事を夢見るオジサン。ハジメの家の隣に住んでいる（マリコの家からは隣のまた隣）。碌でもないことを企んでは「インチ鬼大王」に変装し、鬼次元でさらって来た鬼達にヘソ型のマインドコントローラーであるヘソコンを取り付け、有名になるためとドテラマン達に勝利することを目標に八本木の街に珍騒動を巻き起こす。彼がいなかったらドテラマンの世界が成り立たないほど存在が大きく、事実上ほとんどの話においてハジメ達よりも顔を出すシーンが多かった。鬼次元への扉を開く装置やヘソコン等の天才的な発明をした反面、お酒に弱く生まれてから一度も風邪をひいた事がない。中年太りの外見と洋梨の様な顔の輪郭にカツラを被り、丸い目と大きな耳と鼻と口があり鼻から長い鼻毛と口の前歯の一本は金歯などインパクトが強い外見をしている。そそっかしく無茶を平然と押し通すお騒がせな行動が多いが、本当は純粋で心優しく、ハジメとマリコも「鈴木のおじさん」と慕っており、この二人だけでなくオニゾウや娘のまなみと共に買い物や外食をしたり、第14話ではスキーを滑りに出かけたりする等、一緒に外出や行動する事が多い。その優しさが美人の妻との結婚理由であり（もう一つの理由は妻が彼の普通さに惹かれていたらしい）、結婚後、妻との間に可愛く優しい娘をもうけた。最終回では誤って鬼次元に落ちてしまった妻と再会し、ドテラマン達とインチ鬼大王達がお互いの正体が知ってしまった後は珍騒動は終わりを告げ、鈴木家は幸せを取り戻し、ハジメとマリコらとの仲良し関係も続く事となった。
名前の由来は「世間に一番ありふれた名前」ということで、姓は「鈴木」が多いだろうとまずこれが決まり、名はタツノコプロ本社がある国分寺市の鈴木姓で一番多い名前にしようと電話帳で調べたところ「すずき しげる」が多いことからこの名前に決まったという。
鈴木 まなみ（すずき まなみ） / 思春鬼（ししゅんき）
声 - 松井菜桜子
鈴木繁の娘。ハジメ達と同じく小学5年生の11歳。濃い朱色の髪と緑色の瞳を持つ可愛い外見をしておりクラスではアイドルになっている。頭も良く父親と違ってしっかり者であり、クラスメイトからは母親譲りの子と評判である。顔付きは父親に似ていないが、父親の血を受け継いだ実の娘である。派手好きでワガママな面があるが本当は家族思いの優しい性格。父親を馬鹿にしたり、父親との絡み合いの時に鋭い突っ込みがあるがそれは父親に対する愛情の裏返しである。笑顔がチャームポイント。水着に大きなリボンが特徴の「思春鬼」に変装してドテラマンに対し色気を振りまく為、敵ながらドテラマンのお気に入り。寒さに強い体質らしく、思春鬼の時は冬場でも水着を着ており、普段でも裸足で靴を履きながら外出している。隣に住んでいる同級生のハジメが好きで、マリコとは恋敵でよく口喧嘩をやるが、女の子同士の友情を感じている。最終回では、思春鬼の姿で誤って地面の割れ目に落ちてしまったところを、ドテラピンク（マリコ）に助けられている。名前の「まなみ」はEDの声優クレジットでは記載されず（「思春鬼」名義である）、DVDBOXの特典ブックレットでの表記。父が漢字、母がカタカナで親子3人共に名前の表記法が異なっている。
元鬼（げんき）
声 - 小野健一
インチ鬼大王の部下である鬼トリオの一人で、普段は鈴木製作所の社員。その名の通り、明るく元気だが、筋肉馬鹿のような一面も持っている。好きな言葉は「青春」。
短鬼（たんき）
声 - 佐々木望
鬼トリオの一人。その名の通り短気で喧嘩っ早いが、情に厚い一面もある。背が低く寸詰まりの赤鬼のような外見。
陰鬼（いんき）
声 - 西川幾雄
鬼トリオの一人。その名の通り、陰気で無口。常に琵琶を肌身離さず持ち、平家物語の冒頭を口ずさんでいる。
元鬼・短鬼・陰鬼の3名はヘソコンによって最初に支配された例だったが、実は最終話に至る遥か前にコントローラーの効果が切れており、彼ら自身の意志で大王に従っていた。

### その他
鈴木 ミサオ（すずき ミサオ）
声 - 小原乃梨子
鈴木繁の奥さんで、まなみの母。38歳。物語の1年前、法事で実家に帰るために鈴木家の玄関を出たところ、繁の鬼次元の扉を開ける装置の穴に落ちてしまいその後一年間鬼次元で生活していた。繁からは「実家に逃げられた」と思われており、その寂しさも珍騒動の原因の一つだった。最終回で鬼次元にいた事が判明し、人間界に戻る前日にカセ鬼事件が起こってしまう。
インチ鬼大王と思春鬼に変装してた繁とまなみ、ドテラマン達に変身してたハジメとマリコをひと目で見破った洞察力の持ち主。

佐藤 大吉（さとう だいきち）
声 - 上田敏也
ハジメの父親で、下記の佐藤ウメの息子にあたり、頭が上がらない。息子からは「パパ」と呼ばれている。丸眼鏡とヒゲがチャームポイントで、会社では係長を務めている。
佐藤 サトコ（さとう サチコ）
声 - 恵比寿まさ子
ハジメの母親で、息子からは「ママ」と呼ばれている。裏設定では上述のズカン・ソクネッツの孫娘にあたり、顔の輪郭や点目と鼻といった祖父譲りの顔つきしている。
佐藤 ウメ（さとう ウメ）
声 - 京田尚子
ハジメの祖母。厳格な性格だが大のプロレス好き。偶然ハイパードテラを入手し、「ドテラばっちゃん」に変身した事がある。
中村 優子
声 - 小宮和枝
マリコの母親で、娘からは「母ちゃん」と呼ばれている。性格は娘と同様に勝ち気で、体型は太くて肝っ玉母ちゃんの様相である。
ニュースキャスター
声 - 井上和彦
毎回落ち着いた声でニュースを伝える。モデルは当時日本テレビアナウンサーだった小林完吾。

### 鬼
トリツ鬼（とりつき）
声 - 真柴摩利
第1話に登場。大王が初めてし向けた鬼で、大仏に取り付いて街を歩かせた。名前の由来は「取り付き」。
タネマッ鬼（たねまっき）
声 - 緒方賢一
第2話に登場。種を撒いてインチ鬼大王の花を咲かせた。
ラグガ鬼（らくがき）
声 - 松島みのり
第3話に登場。描いた落書きを動かせるペンを持っている。最後は鬼次元に帰らず、人間界で子供達に絵を披露しながら生活している。
ウィス鬼（ウィスキー）
声 - たてかべ和也
第4話に登場。思春鬼に連れてこられた鬼。彼の持つ霧吹きの液体を吸った人は酔っぱらってしまうが、代々酒に強い体質のドテラピンクには効かなかった。
きゅうけつ鬼（きゅうけつき）
第4話に登場。大王の命令でドテラマンに勝つべく、元鬼に連れてこられた鬼。外見はドラキュラ風だが、実は尻が9つもある（つまり「9ケツ鬼」）。
一学鬼（いちがっき）、二学鬼（にがっき）、三学鬼（さんがっき） / 卒業シ鬼（そつぎょうしき）
第4話に登場。短鬼に連れてこられた小学一年生風の三つ子の鬼。一学鬼は「青組」、二学鬼は「黄組」、三学鬼は「桃組」にそれぞれ所属。三人が縦に重なって合体し「卒業シ鬼」となる。
ない鬼（ないき）、せんめん鬼（せんめんき）、うそつ鬼（うそつき）、受験鬼（じゅけんき）、ビデオデッ鬼（ビデオデッキ）、時代ゲ鬼（じだいげき）、不景鬼（ふけいき）、モン鬼（モンキー）、ステッ鬼（ステッキ）、便鬼（べんき）、注射鬼（ちゅうしゃき）、ペン鬼（ペンキ）
全て第4話に登場、ウィス鬼らと共に鬼次元から連れてきたが、全て不採用になった。
タメイ鬼（ためいき）
声 - 北村弘一
第5話に登場。500年生きたカエルが鬼の力を得た存在。ため息をついた人をカエルに変えることができるが、彼の脂汗を塗れば元に戻る。
ヒッツ鬼（ひっつき）
声 - 青森伸
第6話に登場。男女ペアがいちゃついているのを見て、嫉妬した大王が仕向けた。鳥もちのようなものが付着した人は他人の手とくっついて離れなくなる。本来は恋のキューピッド的存在だったと言われており、ヘソコンがついていない時は小さく愛らしい姿をしている。
しらた鬼（しらたき）
第6話で、元鬼が持っていた事典に記載された鬼。体が白滝で出来ている。元鬼曰く「えの鬼（えのき）と合体するとスキヤ鬼（スキヤキ）になる」。
サイコウユ鬼（さいこう ゆき）
声 - 水谷優子
第7話に登場。鬼次元の人気アイドルで、手から「アイドル光線」(誘惑光線)を出しファンを虜にする。モデルは斉藤由貴であり、これは当時、斉藤由貴のファンクラブに加入していた後藤隆幸が彼女をモデルにデザインしたキャラで、作画監督の後藤隆幸はこれをきっかけに実力派人気アニメーターの道を歩み出す事になる。
ヤミツ鬼（やみつき）、スキス鬼（すきすき）、カブリツ鬼（かぶりつき）
声 - 速水奨、桜井敏治、西村朋紘
第7話に登場。サイコウユ鬼の親衛隊3人組。名前の由来は「病み付き」「好き好き」「頭つき（または齧りつき）」。
シゴ鬼（しごき）
声 - 玄田哲章
第8話に登場。学園ドラマの体育教師の様な鬼で、ハジメの所属する草野球チームの押しかけ監督になってしごきまくり、やがては町中の若者や、世界中の動物までしごくようになる。ドテラマンとの戦いでは、バレーボールを投げつけたり、「愛のムチ」で攻撃するなど優勢だったが、ドテラマンのウソ泣き、および「私が間違ってました！」の一言に騙されて近づいたところを、キックを浴びて敗北。名前の由来は「しごき」。
ロッ鬼（ロッキー）
第9話冒頭に登場。ボクサーの様な鬼で、ボクシングでドテラマンと闘うがあっさり敗れる。名前の由来は映画「ロッキー」。
シートン動物鬼（シートンどうぶつき）、ファーブル昆虫鬼（ファーブルこんちゅうき）
第9話に登場。動物や昆虫を操る事が出来る兄弟鬼。携帯している笛を吹いて操れる。小柄でシャツに「S」の字が書いている方がシートン、大柄でシャツに「F」が書いている方がファーブル。2人とも牛乳瓶底眼鏡をかけている。名前の由来は「シートン動物記」と「ファーブル昆虫記」。
ピン鬼（ピンキー）、ポン鬼（ポンキ）
第9話で事典に記載された、バニーガール風の姉妹鬼。
タイム旅行鬼（タイムりょこうき）
声 - 阪脩
第10話に登場。時間移動能力があり、先祖の誰かを著名にする事で自分自身を著名にしようと企てた大王が仕向けた。モデルは明石家さんま
ドツ鬼（どつき）
声 - 富田耕生
第11話に登場。掌でドツいた者を絵や本の中に閉じ込めることができる。
フロシ鬼（ふろしき）
声 - 青森伸
第12話に登場。風呂敷の中にどんなものでも仕舞うことができる。繁（大王）の旧友が公会堂を寄付する程の大社長に出世したのを嫉妬した大王がし向けた。元はセールスマン。名前の由来は「風呂敷」。
セ鬼（せき）
声 - 坂本千夏
第13話に登場。大王に連れられずに自分から人間界にやってきた、子供の鬼。咳をするだけで回りの人々は風邪をひいてしまう（ただし大王はひかない）。名前の由来は「咳」。
フブ鬼（ふぶき）、オオユ鬼（おおゆき）
声 - 丸山裕子、安西正弘
第14話に登場。夫婦の鬼で、フブ鬼が妻、オオユ鬼が夫。童謡『雪』を歌って雪を降らせる。ハジメ・マリコと共に行ったスキー場（このスキー場も八本木に存在）が雪景色で無いため、まなみの頼みで仕向けたが、ブレーキが効かなくなって豪雪状態になってしまう。名前の由来は「吹雪」と「大雪」。
本州リ鬼（ほんしゅう りき）
声 - 大滝進矢
第15話に登場。鬼次元の人気プロレスラーだったが、大王に連れられて様々な格闘技で暴れ出し、やがては「ドテラばっちゃん」とも闘った。名前の由来、およびモデルは「長州力」。
インセ鬼（いんせき）
声 - 井上瑤
第16話に登場。鬼たちを大王から救ってくれたドテラマンを表彰すべくやって来たが、大王の嫉妬を招くことになる。
ソウジ鬼（そうじき）
声 - 野沢雅子
第17話に登場。老魔女風の鬼で、いつも掃除機（名前の由来）に乗って飛行する（魔女→箒→掃除機という連想）。人間の年齢を変える事が出来、ドテラマンを老人、大王を子供にしてしまった。
強鬼（つよき）、陽鬼（ようき）、根鬼（こんき）
声 - 永井一郎、上田敏也、井上和彦
第18話に登場。元は大工だったが、元鬼たちトリオの役立たずぶりに業を煮やした大王が連れてきて、新たな部下にした。しかし最後は大王の命令にも従わなくなり、結局大王はトリオと仲直りする結果になる。名前の由来は「強気」「陽気」「根気」。また「強鬼」のモデルは横山やすし。
天下ムテ鬼（てんかむてき）
声 - 島香裕
第19話に登場。失敗続きの大王が「最後の切り札」とばかりに連れてきた最強の鬼。スポーツはおろか料理も出来る。「俺は誰の挑戦でも受ける!!」が口癖。名前の由来は「天下無敵」。
カセ鬼（かせき）
最終回に登場。太古の昔に鬼次元に封印された怪獣。やけ酒代わりのウイスキーボンボンを食べて酔っ払った繁が、鬼次元の太陽というべきランプを持っていった事から封印が解けて復活、鬼次元で大暴れするが、最後は大王がランプを返したために粉々に崩れ落ちる（劇中唯一死滅した敵）。この結果、大王は鬼たちに英雄扱いされ、（鬼次元だけではあるが）人気者になって野望は叶い、更に妻とも再会出来た。名前の由来は「化石」。

## スタッフ
- 製作 - 吉田健二
- 原案 - 九里一平
- 企画 - 嶋村一夫（読売広告社）、井上明（タツノコプロ）
- 制作担当 - 石川光久（タツノコプロ）、垂水保貴（日本テレビ）
- プロデューサー - 武井英彦（日本テレビ）、大野実（読売広告社）、由井正俊・植田基生（タツノコプロ）
- チーフライター - 小山高男
- キャラクターデザイン - アンモナイト、水村良男
- 音楽 - 田中公平
- 文芸担当 - 関島真頼
- オープニングアニメ - 後藤隆幸
- 美術監督 - 多田喜久子
- 撮影監督 - 橋本和典
- チーフディレクター - 貞光紳也
- 美術設定 - 大山哲史、佐藤広明
- 美術担当 - 長谷川正史、佐藤広明、田原優子、片平真司
- 編集 - 三木幸子、厨川治彦、吉田千尋
- 録音ディレクター - 水本完
- 録音 - 兼子芳博
- 録音助手 - 清水伸行、森浩一
- 録音制作 - ザックプロモーション
- スタジオ - 新坂スタジオ
- 効果 - 佐々木純一、井上裕（アニメサウンドプロダクション）
- 現像 - IMAGICA
- 音声多重企画協力 - サンクテール
- 制作 - タツノコプロ

※スタッフクレジットの「アンモナイト」は、当時タツノコプロの社員だった伊平崇耶氏など4名のチーム名である。
また、編集担当の吉田千尋はタツノコプロ創業者の吉田竜夫の次女である。

## 主題歌
これらの歌は、日本テレビ系列での本放送時、副音声側はカラオケになっていた。

### オープニングテーマ
『正義の使者だぜ ドテラマン』
作詞 - 松山貫之 / 作曲 - いけたけし / 編曲 - 山中紀昌 / 歌 - こおろぎ'73 / レーベル - 日本コロムビア

### エンディングテーマ
『もっとブ鬼゛ウ鬼゛』（ぶぎうぎ）
作詞 - 佐藤ありす / 作曲 - いけたけし / 編曲 - 山中紀昌 / 歌 - つかせのりこ＆こおろぎ'73 / レーベル - 日本コロムビア

### 挿入曲
「哀愁製作所」
作詞：佐藤ありす / 作曲：いけたけし / 編曲：山中紀昌 / 歌：こおろぎ'73
「今、思春鬼気分」
作詞：佐藤ありす / 作曲・編曲：山中紀昌 / 歌：山野さと子
「インチ鬼大王 中年の主張」
作詞：小山高男 / 作曲：いけたけし / 編曲：石田たかのり / コーラス：川島和子 / 台詞：インチ鬼大王（八奈見乗児）
「鬼三トリオ」
作詞：佐藤ありす / 作曲：いけたけし / 編曲：山中紀昌 / 歌：こおろぎ'73
「オニゾウさんは困っちゃう」
作詞：松山貫之 / 作曲：いけたけし / 編曲：山中紀昌 / 歌：山野さと子
「どこだって鬼次元」
作詞：佐藤ありす / 作曲：いけたけし / 編曲：山中紀昌 / 歌：こおろぎ'73
「ハートをノック」
作詞：佐藤ありす / 作曲：古田喜昭 / 編曲：石田かつのり / 歌：山野さと子
「ヒーローと呼ばないで」
作詞：佐藤ありす / 作曲：いけたけし / 編曲：山中紀昌 / 歌：こおろぎ'73
「ピンク御前参上!」
作詞：佐藤ありす / 作曲：いけたけし / 編曲：山中紀昌 / 歌：山野さと子
「ふ・し・ぎ・女の子」
歌:サイコウユ鬼（水谷優子）
原曲は未来警察ウラシマンの「Boogie Woogie Cat（ブギウギキャット）」
「僕らの味方ドテラマン」
作詞：佐藤ありす / 作曲：いけたけし / 編曲：山中紀昌 / 歌：こおろぎ'73
「ロックン ド・テ・ラ」
作詞：佐藤ありす / 作曲：いけたけし / 編曲：石田かつのり / 歌：つかせのりこ
「ワンダーランド メリーゴーランド」
作詞：佐藤ありす / 作曲：いけたけし / 編曲：山中紀昌 / 歌：こおろぎ'73

## 各話リスト
- サブタイトル読み上げと次回予告は、ハジメ（ドテラマン）役のつかせのりこが担当。
- 第4話までのサブタイトルクレジット部はピンク色画面だったが、第5話以降は青画面に変更、同時にオニゾウが映される。

| 話 | 放送日          | サブタイトル                         | 脚本                | 絵コンテ       | 演出           | 作画監督       | キャラクター   | 登場鬼                                    |
| -- | --------------- | ------------------------------------ | ------------------- | -------------- | -------------- | -------------- | -------------- | ----------------------------------------- |
| 1  | 1986年 10月14日 | お、おっとお待たせ! オニ退治         | 小山高男            | 山田ひろし     | 山田ひろし     | 水村良男       | 水村良男       | トリツ鬼                                  |
| 2  | 10月21日        | タネマッ鬼 タネまきゃこまっタネ!     | 小山高男            | うえだひでひと | うえだひでひと | 井口忠一       | 井口忠一       | タネマッ鬼                                |
| 3  | 10月28日        | わるガキ ラクガ鬼 大さわぎ!          | 菅良幸              | 澤井幸次       | 澤井幸次       | 水村十司       |                | ラグガ鬼                                  |
| 4  | 11月4日         | スカウト合戦! 強いオニはどいつだ     | 小山高男            | 久保多美子     | 小林哲也       | 村中博美       |                | ウィス鬼                                  |
| 5  | 11月11日        | 怖いタメイ鬼! カエルにかえるぞ       | 井上敏樹            | やまざきかずお | 茂木智里       | 佐久間信計     | 水村良男       | タメイ鬼                                  |
| 6  | 11月18日        | 世界に広がるヒッツ鬼のわ・な!        | 照井啓司            | うえだひでひと | うえだひでひと | 水村良男       | 水村良男       | ヒッツ鬼                                  |
| 7  | 11月25日        | かわいいアイドルにはツノがある!?     | 荒川稔久 小山高男   | 貞光紳也       | 貞光紳也       | 後藤隆幸       | 後藤隆幸       | サイコウユ鬼 ヤミツ鬼 スキス鬼 カブリツ鬼 |
| 8  | 12月2日         | シゴけやシゴけ! 特訓魔シゴ鬼         | 菅良幸              | やまざきかずお | 小林哲也       | 水村十司       | 水村良男       | シゴ鬼                                    |
| 9  | 12月9日         | ぶちゅ! キスマークで正体をあばけ     | 小山高男 貞光紳也   | 久保多美子     | 茂木智里       | 佐久間信計     | 佐久間しげこ   | ロッ鬼 シートン動物鬼&ファーブル昆虫鬼    |
| 10 | 12月16日        | タイムトラブル! ご先祖は有名人!?     | 小山高男 川崎裕之   | 澤井幸次       | 澤井幸次       | 水村良男       | 水村良男       | タイム旅行鬼                              |
| 11 | 12月23日        | どつくなドツ鬼 芸術はバクハツだ!     | 小山高男 三々尻康彦 | 貞光紳也       | 小林哲也       | 村中博美       | 村中博美       | ドツ鬼                                    |
| 12 | 12月30日        | 大ピンチ! 大フロシ鬼の大挑戦         | 菅良幸              | やまざきかずお | 茂木智里       | なかむらたかし | なかむらたかし | フロシ鬼                                  |
| 13 | 1987年 1月6日   | セ鬼のセキで町じゅうカゼひき!        | 中弘子              | うえだひでひと | うえだひでひと | 水村十司       | 水村良男       | セ鬼                                      |
| 14 | 1月13日         | 雪やコンコン! オオユ鬼フブ鬼         | 照井啓司            | 澤井幸次       | 澤井幸次       | 佐久間信計     | 佐久間しげこ   | フブ鬼&オオユ鬼                           |
| 15 | 1月20日         | お、おっと出ました! ドテラ婆っちゃん | 菅良幸              | 貞光紳也       | 貞光紳也       | 水村良男       | 水村良男       | 本州リ鬼                                  |
| 16 | 1月27日         | あんたはエライ! インセ鬼の招待状     | 柳川茂              | やまざきかずお | 小林哲也       | 村中博美       | 村中博美       | インセ鬼                                  |
| 17 | 2月3日          | インチ鬼小僧とドテラじいさん         | 井上敏樹            | 茂木智里       | 茂木智里       | なかむらたかし | なかむらたかし | ソウジ鬼                                  |
| 18 | 2月10日         | 涙のとらばーゆ! クビになった鬼トリオ | 柳川茂              | うえだひでひと | うえだひでひと | 水村十司       | 水村良男       | 強鬼 陽鬼 根鬼                            |
| 19 | 2月17日         | 最大最強! 天下ムテ鬼の決死圏         | 井上敏樹            | 澤井幸次       | 澤井幸次       | 佐久間信計     | 佐久間しげこ   | 天下ムテ鬼                                |
| 20 | 2月24日         | 涙の再会!? インチ鬼大王と奥さん      | 小山高男            | 貞光紳也       | 小林哲也       | 水村良男       | 水村良男       | カセ鬼                                    |

第16話と最終回では、かつて登場した鬼がモブ登場した。
- 第16話（インセ鬼の表彰式）：タネマッ鬼、ロッ鬼、一学鬼、二学鬼、三学鬼、ドツ鬼、セ鬼、ファーブル昆虫鬼、タイム旅行鬼、ヒッツ鬼、サイコウユ鬼
- 最終回（カセ鬼に襲われる）：シートン動物鬼、ファーブル昆虫鬼、ロッ鬼、本州リ鬼、ドツ鬼、天下ムテ鬼、サイコウユ鬼、ヤミツ鬼、スキス鬼、カブリツ鬼

## 放送局
放送系列は放送当時、放送日時は1987年2月終了時点のものとする。局名が太字の局は親局がアナログVHF局。
| 放送地域       | 放送局         | 放送日時           | 放送系列                                     | 放送形態   | 備考 |
| -------------- | -------------- | ------------------ | -------------------------------------------- | ---------- | --- |
| 関東広域圏     | 日本テレビ     | 火曜 19:00 - 19:30 | 日本テレビ系列                               | 制作局     | |
| 北海道         | 札幌テレビ     | 火曜 19:00 - 19:30 | 日本テレビ系列                               | 同時ネット | 札幌地区以外は中継回線がモノラル音声のため、副音声未実施。                                                    |
| 宮城県         | ミヤギテレビ   | 火曜 19:00 - 19:30 | 日本テレビ系列                               | 同時ネット | |
| 秋田県         | 秋田放送       | 火曜 19:00 - 19:30 | 日本テレビ系列                               | 同時ネット | |
| 福島県         | 福島中央テレビ | 火曜 19:00 - 19:30 | 日本テレビ系列                               | 同時ネット | |
| 新潟県         | テレビ新潟     | 火曜 19:00 - 19:30 | 日本テレビ系列                               | 同時ネット | |
| 山梨県         | 山梨放送       | 火曜 19:00 - 19:30 | 日本テレビ系列                               | 同時ネット | |
| 静岡県         | 静岡第一テレビ | 火曜 19:00 - 19:30 | 日本テレビ系列                               | 同時ネット | |
| 中京広域圏     | 中京テレビ     | 火曜 19:00 - 19:30 | 日本テレビ系列                               | 同時ネット | |
| 近畿広域圏     | 読売テレビ     | 火曜 19:00 - 19:30 | 日本テレビ系列                               | 同時ネット | |
| 広島県         | 広島テレビ     | 火曜 19:00 - 19:30 | 日本テレビ系列                               | 同時ネット | |
| 香川県・岡山県 | 西日本放送     | 火曜 19:00 - 19:30 | 日本テレビ系列                               | 同時ネット | |
| 福岡県         | 福岡放送       | 火曜 19:00 - 19:30 | 日本テレビ系列                               | 同時ネット | |
| 熊本県         | 熊本県民テレビ | 火曜 19:00 - 19:30 | 日本テレビ系列                               | 同時ネット | |
| 青森県         | 青森放送       | 水曜 17:00 - 17:30 | 日本テレビ系列 テレビ朝日系列                | 遅れネット | 放送当時は音声多重放送未実施。                                                                                |
| 岩手県         | テレビ岩手     | 木曜 17:30 - 18:00 | 日本テレビ系列                               | 遅れネット | |
| 山形県         | 山形放送       | 火曜 17:00 - 17:30 | 日本テレビ系列 テレビ朝日系列                | 遅れネット | |
| 長野県         | テレビ信州     | 月曜 17:30 - 18:00 | 日本テレビ系列 テレビ朝日系列                | 遅れネット | 本来の時間帯はテレビ朝日系列のアニメ番組『藤子不二雄ワイド』（19:00 - 20:00）を同時ネット。                   |
| 福井県         | 福井放送       | 木曜 17:00 - 17:30 | 日本テレビ系列                               | 遅れネット | 1986年11月13日から1987年4月9日まで放送。                                                                      |
| 山口県         | 山口放送       | 金曜 17:15 - 17:45 | 日本テレビ系列 テレビ朝日系列                | 遅れネット | |
| 徳島県         | 四国放送       | 月曜 17:00 - 17:30 | 日本テレビ系列                               | 遅れネット | 放送当時は音声多重放送未実施。                                                                                |
| 長崎県         | テレビ長崎     | 金曜 16:30 - 17:00 | フジテレビ系列 日本テレビ系列                | 遅れネット | 本来の時間帯はフジテレビ系列のアニメ番組『サザエさん』（火曜版）を同時ネット。                                |
| 宮崎県         | テレビ宮崎     | 水曜 16:30 - 17:00 | フジテレビ系列 日本テレビ系列 テレビ朝日系列 | 遅れネット | 本来の時間帯はフジテレビ系列のアニメ番組『サザエさん』（火曜版）を同時ネット。 放送当時は音声多重放送未実施。 |
| 鹿児島県       | 鹿児島テレビ   | 日曜 7:30 - 8:00   | フジテレビ系列 日本テレビ系列                | 遅れネット | |
| 沖縄県         | 沖縄テレビ     | 木曜 16:00 - 16:30 | フジテレビ系列                               | 遅れネット | |

当時の日本テレビ系列の火曜19時台は同時ネットであっても番組販売扱いでローカルスポンサーに差し替えられる局もあった。さらに北日本放送・日本海テレビなど本番組をネットしない系列局もあった。
また、石川県域では日本テレビ系列局が無く、かつ系列外局への番組販売も実施されなかったため、放送されなかった（その後、石川県には日本テレビ系列局のテレビ金沢が誕生した）。

## ビデオ・DVD・Blu-ray
- 第1話と第2話を音声多重で収録したVHSが、バップから発売された。現在は廃盤となっている。
- 2010年10月27日にメディアネット ピクチャーズから3枚組のDVD-BOXが発売。全20話を完全収録し、音声は主音声・副音声・主副MIXの3種を収録[7]。
- 2017年4月21日にタツノコプロ創立55周年を記念して、Blu-ray Discが期間限定で発売された。